# Zeche Baaker Mulde
Die Zeche Baaker Mulde war ein Steinkohlenbergwerk in Bochum-Linden. Die Zeche entstand durch Konsolidation von drei bisher eigenständigen Stollenzechen. Die Gewerkschaft der Zeche Baaker Mulde gehörte zu den Gründungsmitgliedern des Rheinisch-Westfälischen Kohlen-Syndikats.

## Geschichte

### Die Anfänge
Am 24. Februar des Jahres 1869 wurde eine Vereinbarung zur Vereinigung der drei Zechen Vereinigte Dickebaeckerbank & Anna Catharina, Johann Friederich und St. Mathias Erbstollen geschlossen. Am 12. Dezember des darauffolgenden Jahres wurden die Berechtsamen der drei Bergwerke unterhalb der Erbstollensohle des St. Mathias Erbstollens konsolidiert. Im Zuge dieser Konsolidation wurde die Gewerkschaft „Baaker Mulde“ gegründet. Die Gewerkschaft gab zur Gründung 1000 Kuxe heraus. Noch im selben Jahr wurde der Schacht Johann Friedrich umbenannt in Schacht Baaker Mulde. Der Schacht war bereits im Jahr 1855 von Johann Friederich geteuft worden und war 1860 in Förderung gegangen.

### Die ersten Betriebsjahre
Im Jahr 1871 ging das Bergwerk in Betrieb. Im Jahr 1875 wurden die Felder Baaker Mulde II und Baaker Mulde III verliehen. Im Jahr 1880 ging der Schacht Baaker Mulde in Höhe der 1. Sohle, bei einer Teufe von 61 Metern, (+ 31 m NN) zu Bruch. Der Schacht wurde verfüllt und neu geteuft. Im darauffolgenden Jahr wurde die 2. Sohle wieder in Betrieb genommen. Diese Sohle befand sich bei einer Teufe von 129 Metern (− 38 m NN). Im Jahr 1882 wurden die Teufarbeiten weiter fortgeführt und der Schacht wurde tiefer geteuft. Im Jahr 1883 wurde bei einer Teufe von 225 Metern (− 132 m NN) die 3. Sohle angesetzt. Im selben Jahr begann man, 1100 Meter östlich vom Schacht Baaker Mulde einen neuen Schacht anzusetzen. Der Schacht wurde tonnlägig abgeteuft und sollte dem Bergwerk als Wetterschacht dienen.

### Der weitere Ausbau und Betrieb
Im Jahr 1884 wurde das Bergwerk mit der Zeche Brockhauser Tiefbau durchschlägig. Im selben Jahr wurde der neue Wetterschacht mit der 2. Sohle durchschlägig. Am 7. November des Jahres 1888 kam es auf dem Bergwerk zu einer Schlagwetterexplosion, hierbei wurden drei Bergleute getötet. Im Jahr 1892 wurde die Förderung des Bergwerks reduziert. Im Jahr 1894 erhielt das Bergwerk einen Normalspurbahnanschluss zum Bahnhof Dahlhausen der Bergisch-Märkischen Eisenbahn-Gesellschaft (BME). Hierfür wurde ein 350 Meter langer Tunnel gebaut. Zuvor erfolgte der Kohletransport über eine Pferdeschleppbahn, die von der Strecke Dahlhausen–Weitmar der BME zur Ruhr führte. Im Oktober desselben Jahres wurde eine Brikettfabrik in Betrieb genommen. Im Jahr 1896 wurden die Teufarbeiten am Schacht Baaker Mulde wieder aufgenommen und der Schacht wurde tiefer geteuft. Noch im selben Jahr wurde bei einer Teufe von 324 Metern (− 232 m NN) die 4. Sohle angesetzt. Im darauffolgenden Jahr wurden auf der 4. Sohle das Füllort und eine Maschinenkammer erstellt, auch die weitere Ausrichtung der 4. Sohle wurde fortgeführt. Im selben Jahr wurde der tonnlägige Wetterschacht bis zur 3. Sohle tiefer geteuft. Außerdem wurde ein Feldertausch mit der Zeche Vereinigte Dahlhauser Tiefbau vorgenommen. Dabei wurde ein Teil des Feldes von Johann Friederich abgegeben und ein Teil von Freudenberg übernommen. Die Berechtsame umfasste nun ein Geviertfeld und ein Längenfeld. Das Bergwerk gehörte zu dieser Zeit zum Bergrevier Hattingen. Im Jahr 1898 wurde die Bewetterung der Grubenbaue umgestellt von Wetteröfen auf Grubenlüfter. Zu diesem Zeitpunkt waren auf dem Bergwerk neun Flöze mit einer Mächtigkeit von bis zu 2,5 Metern in Verhieb. Unter anderem baute das Bergwerk in den Flözen Großebank, Sonnenschein, Anna Catharina, Röttgersbank, Joseph, Nöckersbank und Silberbank.

### Die letzten Jahre bis zur Stilllegung
Im Jahr 1899 übernahm die Gewerkschaft Friedlicher Nachbar die Gewerkschaft Baaker Mulde. Im selben Jahr begann die Gewerkschaft Friedlicher Nachbar, an der östlichen Markscheide zum Feld Baaker Mulde den Schacht Friedlicher Nachbar 2 zu teufen. Dadurch erfolgte die Vereinigung zu Friedlicher Nachbar/Baaker Mulde. Beide Bergwerke behielten zunächst jedoch noch eine eigenständige Förderung. Allerdings wurde der Grubenvorstand von Friedlicher Nachbar auch Grubenvorstand vom Betriebsteil Baaker Mulde. Im Jahr 1902 wurde der tonnlägige Wetterschacht abgeworfen. Das Absaugen der Abwetter erfolgte von nun an über den Schacht Friedlicher Nachbar 1. Der tonnlägige Wetterschacht wurde noch im selben Jahr verfüllt. Die Kohlenförderung aus dem Baufeld Baaker Mulde erfolgte nun über den Förderschacht von Friedlicher Nachbar. Im Jahr 1904 ging die Zeche Baaker Mulde völlig in die Zeche Friedlicher Nachbar über. Noch im selben Jahr wurde das Bergwerk Eigentum der Deutsch-Luxemburgische Bergwerks- und Hütten-AG. Hierbei erfolgte auch eine Verbindung mit der schon zu Deutsch-Lux gehörenden Bochumer Zeche Dannenbaum. Ziel dieser Vereinigungen war es, einen vertikal integrierten Bergbaukonzern zu schaffen. Das Bergwerk wurde noch bis zum Jahr 1925 als Zeche Friedlicher Nachbar/Baaker Mulde bezeichnet.

## Förderung und Belegschaft
Auf dem Bergwerk wurden qualitativ gute Fettkohlen gefördert, die Kohlen waren sehr zur Maschinenfeuerung geeignet.
| Jahr | Belegschaft | Steinkohlen- Fördermenge [Tonnen] | Referenzen & Bemerkungen                    |
| ---- | ----------- | --------------------------------- | ------------------------------------------- |
| 1868 |             |                                   | Betriebsbeginn                              |
| 1871 | 343         | 89.2669                           |                                             |
| 1871 | 505         | 105.999                           |                                             |
| 1880 | 331         | 035.333                           | [ 1 ]                                       |
| 1885 | 525         | 153.000                           | [ 2 ]                                       |
| 1890 | 580         | 148.576                           |                                             |
| 1895 | 573         | 141.904                           | [ 1 ]                                       |
| 1897 | 661         | 166.100                           | [ 2 ]                                       |
| 1900 | 701         | 130.160                           | Ende als eigenständig förderndes Bergwerk.  |
| 1902 |             |                                   | Konsolidierung zu Zeche Friedlicher Nachbar |

## Trivia
Die Schlagwetter-Explosion vom 7. November 1888 war nicht das einzige Unglück mit Todesfolge auf Baaker Mulde. Dies veranlasste den Arbeiterdichter Heinrich Kämpchen, der „Unglückszeche“ ein eigenes Gedicht zu widmen, in der er die Grubenbesitzer auffordert, endlich Schutzmaßnahmen zu ergreifen.